# Martín de Palomar
Martín de Palomar (11 de noviembre de 1538 - 1611) fue un militar castellano (algunos le atribuyen el rango de capitán) que acompañó a los fundadores de la ciudad de Mérida durante los años siguientes a la conquista de  Yucatán. Fue encomendero, alcalde de Mérida en la Capitanía General de Yucatán, Virreinato de la Nueva España, teniente de gobernador y gobernador interino de Yucatán.

## Datos biográficos
Martín de Palomar nació en Medina del Campo, España muy probablemente (inferencia del historiador José Ignacio Rubio Mañé a partir del acta bautismal) el 11 de noviembre de 1538. Hijo de Salvador de Palomar y de Leonor de Garibay. Se avecindó en la ciudad de Mérida en ca. 1555, pocos años después de la fundación de esta (1542) por Francisco de Montejo (el Mozo), invitado por su cuñado Francisco de Bracamonte, uno de los acompañantes principales y lugartenientes del hijo del Adelantado Francisco de Montejo, en la conquista de la península de Yucatán y la fundación de la ciudad capital de la Capitanía General de Yucatán.
Poco se conoce de la vida de Martín de Palomar antes de que se estableciera en Mérida. Se le recuerda por su actividad como político y administrador del lugar pero principalmente por haber otorgado recursos importantes para la fundación del Colegio de Mérida (Colegio de San Francisco Javier), primera institución de enseñanza superior de la peninsula de Yucatán y que sería el antecedente directo del Seminario Conciliar de San Ildefonso.Ocupó diversos cargos de importancia: fue alcalde de Mérida en varias ocasiones y lo era cuando acaeció su muerte. Fue teniente de gobernador y gobernador interino de la provincia de Yucatán, cuando sustituyó transitoriamente a Diego Fernández de Velasco entre 1597 y 1598. Durante los meses que le tocó gobernar, el corsario británico William Parker desembarcó y atacó San Francisco de Campeche. La población defendió la villa con valentía y con la ayuda que envió desde Mérida Martín de Palomar, lograron expulsar y perseguir al filibustero. Años más tarde, en 1607, Martín de Palomar debió encabezar a un grupo de soldados españoles para nuevamente combatir a los piratas en la misma villa de San Francisco de Campeche.
En 1585 recibió del gobernador de Yucatán Francisco de Solís Osorio las encomiendas de Hunucmá y Tixkokob que habían quedado vacantes por la muerte de su titular anterior, Diego de Santillán y Pineda. También escribió junto con el cronista maya Gaspar Antonio Xiu la Relación de la Ciudad de Mérida y un poco más tarde, la Relación de Motul, como apoderado que fue de Francisco de Bracamonte, su cuñado y paisano, encomendero de tal lugar.
Hacia 1608 llegaron los jesuitas a Yucatán para fundar el Colegio de San Francisco Javier en la capital de la provincia, a fin de acometer la tarea de proveer una institución de educación superior a los habitantes de la región. Él acogió la idea con entusiasmo al punto de que, siendo alcalde en 1610 y cerca de su muerte, entregó peculio y su patrimonio inmobiliario, compuestos de cerca de veinte mil pesos y de una céntrica e importante manzana ubicada en lo que en la actualidad es en la ciudad de Mérida, Yucatán, la iglesia de la Tercera Orden, el Teatro Peón Contreras y el denominado Callejón del Congreso, para que se construyera ahí el colegio de los jesuitas, mismo que fue inaugurado en 1618, siete años después de la muerte del benefactor.
El colegio así fundado fue finalmente clausurado en 1767, al ser expulsada la Compañía de Jesús de todos los territorios españoles por disposición del rey Carlos III. A raíz de este hecho la educación media y superior en la provincia de Yucatán fue adscrita al Seminario Conciliar de San Ildefonso, institución que había sido fundada un poco antes por la Orden de San Francisco.